# 音符と昆布
『音符と昆布』（おんぷとこんぶ）は、2008年の日本映画。

## 概要
映像と音楽の新たな形を創造する「cinemusica（シネムジカ）」シリーズの第4弾。
第2回ソウル忠武路国際映画祭正式招待作品。

## あらすじ
幼い頃に母と別れ、父と一緒に暮らす小暮ももの家に、実の姉・かりんが現れる。食事中に発作を起こしたかりんを見たももは、かりんがアスペルガー症候群であること、更に住んでいた福祉施設から脱走していたことを知る。だがかりんの本当の目的は、臭覚を失ったもものために“子守唄”を作るため。すべての謎はかりんが探していた“音符の写真”と、幼い頃に住んでいた家の近くにあった・・・。

## キャスト
- 小暮 もも（こぐれ もも） - 市川由衣：主人公。臭覚が無いという障害を抱えながらもフードコーディネーターをしている。
- 小暮 かりん（こぐれ かりん） - 池脇千鶴：ある日、家に突然現れた女性。アスペルガー症候群を抱えている。父によると、ももの姉だという。
- 小暮 浩二（こぐれ こうじ） - 宇崎竜童：もも、かりんの父親で作曲家。
- 箭内 聡（せんない さとし） - 石川伸一郎：劇団詐欺師の脚本家。ももの恋人。
- 小暮 妙子（こぐれ たえこ） - 島田律子：もも、かりんの母親。ももが幼い頃に父と離婚した。

## スタッフ
- 原案・監督・脚本・編集：井上春生
- 撮影：中村夏葉
- 音楽：村山達哉、Tokyo Grand Orchestra
- 音楽プロデューサー：松尾潔
- 発達障害監修：谷晋二
- 協力：社団法人日本自閉症協会東京都支部、東名阪ネット6
- 制作プロダクション：アン・エンタテインメント
- 製作：「音符と昆布」製作委員会（エピックレコードジャパン、読売広告社、キューブ、ボイス&ハート、テレビ神奈川、テレビ埼玉、千葉テレビ放送、三重テレビ放送、KBS京都、サンテレビジョン）

## 音楽
- 主題歌：「Soul Mate」Chix Chicks
作詞：小山内舞、作曲：村山達哉、編曲：Maestro-T
- 挿入歌：「Blue Love Letter」Chix Chicks
作詞：立田野純、作曲：豊島吉宏、編曲：Maestro-T